# Europese weg 462
Dče Europese weg 462 of E462 is een Europese weg die loopt van Brno in Tsjechië naar Krakau in Polen.

## Algemeen
De Europese weg 462 is een Klasse B-verbindingsweg en verbindt het Tsjechische Brno met het Poolse Krakau en komt hiermee op een afstand van ongeveer 310 kilometer. De route is door de UNECE als volgt vastgelegd: Brno - Olomouc- Český Těšín - Krakau.